# José Asunción Silva
José Asunción Silva (ur. 27 listopada 1865 w Bogocie, zm. 23 maja 1896 tamże) – kolumbijski poeta, uważany za jednego z prekursorów iberoamerykańskiego modernizmu, podobnie jak nikaraguański liryk Rubén Darío.

## Życiorys
José Asunción Silva urodził się w Bogocie jako syn Ricarda Silvy Frade i Vicenty Gómez Diago. W szkole przeżywał ciężkie chwile. Koledzy zazdrościli mu inteligencji i naśmiewali się z jego manier. Podobnie jak inni twórcy końca wieku, Silva wyróżniał się eleganckim, ale ekscentrycznym strojem. Z jego powodu nazywano go José Presunción. W wieku dziewiętnastu lat wyjechał do Paryża, niekwestionowanego centrum ówczesnego światowego życia literackiego. 
Los nie oszczędzał poety. Obdarzony ponadprzeciętną wrażliwością cierpiał z powodu wielu niekorzystnych wydarzeń, jak ekonomiczny upadek jego rodziny w wyniku wojny domowej, śmierć ukochanej siostry Elwiry w 1891 i utrata rękopisów najlepszych wierszy w katastrofie statku.
Zmarł śmiercią samobójczą w 1896, w wieku trzydziestu jeden lat.

## Twórczość
José Asunción Silva nie wydał za życia żadnego utworu. Jego dziedzictwo poetyckie zostało w całości zebrane i opublikowane wiele lat po jego śmierci. Edycja Prosas y versos ukazała się w Meksyku w 1942. Wiersze poety były rozpowszechniane przede wszystkim przez publiczne recytacje. Pozostawał  pod wpływem poetów francuskich, Edgara Allana Poe i Oscara Wilde’a. Był nowatorem w dziedzinie wersyfikacji. Jako jeden z pierwszych stosował wiersz wolny. Do najbardziej znanych utworów poety należy Nokturn III, napisany krótko po śmierci siostry.

## Uznanie
José Asunción Silva jest narodowym twórcą Kolumbii. Wizerunek poety znajduje się na kolumbijskim banknocie o nominale 5000 pesos.